# Волосевич Олександр Іванович
Олександр Іванович Волосевич (11 серпня 1892 — † 29 липня 1943) — полковник Армії УНР.

## Життєпис
Походив із лічних почесних громадян Подільської губернії. Закінчив Тиврівське духовне училище. На військову службу вступив на початку  Першої світової війни однорічником 2-го розряду до 27-го пішого запасного батальйону. Закінчив 1-шу Київську школу прапорщиків (19 серпня 1915), був призначений у розпорядження начальника 3-ї маршової запасної бригади у Вінниці. У 1915—1917 рр. служив у 64-му піхотному Казанському полку 16-ї піхотної дивізії 6-го армійського корпусу. Був нагороджений орденом Святого Георгія IV ступеня (25 вересня 1917 р.). Останнє звання у російській армії — штабс-капітан.
Восени 1917 р. 6-й армійський корпус був українізований та перейменований на 2-й Січовий Запорізький. З кінця серпня 1919 р — начальник штабу 4-ї Сірожупанної дивізії Дієвої армії УНР. Учасник Першого Зимового походу — начальник штабу Збірної Волинської дивізії Дієвої армії УНР. У 1920 р. — начальник оперативного відділу штабу 2-ї Волинської дивізії Армії УНР. З жовтня 1920 р. — начальник штабу 4-ї Сірої бригади 2-ї Волинської дивізії Армії УНР.
Лицар ордену Залізного Хреста. 
У 1920-1930-х рр. жив у Рівному. Після окупації Волині радянськими військами, 27 вересня 1939 р. був заарештований НКВС.
8 березня 1941 р. засуджений до 10 років позбавлення волі.
Помер в ув'язненні в ПечорЛАГу 29 липня 1943.
Був одружений з Марією Волосевич-Теріда (1892-1990), також лицарем ордену Залізного Хреста. 